# 1208年
| 千纪： | 2千纪 |
| 世纪： | 12世纪 \| 13世纪 \| 14世纪 |
| 年代： | 1170年代 \| 1180年代 \| 1190年代 \| 1200年代 \| 1210年代 \| 1220年代 \| 1230年代                                                     |
| 年份： | 1203年 \| 1204年 \| 1205年 \| 1206年 \| 1207年 \| 1208年 \| 1209年 \| 1210年 \| 1211年 \| 1212年 \| 1213年                           |
| 纪年： | 戊辰年（龙年）；西夏應天三年；大理天开四年；金泰和八年；蒙古太祖三年；西辽天喜三十一年；南宋嘉定元年；越南治平龍應四年；日本承元二年 |

## 大事记
- 宋寧宗改年號嘉定。
- 南宋與金朝簽訂《嘉定和議》。
- 成吉思汗擊潰蔑兒乞殘部，徹底統一漠北草原。
- 4月15日——南宋京城杭州發生大火，延燒四天四夜，摧毀58,097棟房屋，造成59人喪生。
- 12月29日——金章宗完顏璟去世，皇叔完顏永濟繼位。

## 出生
- 元宪宗蒙哥，第四位大蒙古国皇帝（蒙古帝国大汗），去世后被追尊为元宪宗，出生于戊辰年农历十二月三日

## 逝世
- 金章宗完顏璟
- 脫黑脫阿，12世紀蒙古草原蔑兒乞部的首領。